# Lienardia exilirata
Lienardia exilirata é uma espécie de gastrópode do gênero Lienardia, pertencente a família Clathurellidae.